# Donald Richie
Donald Richie (n. 17 aprilie 1924, Lima⁠(d), Ohio, SUA – d. 19 februarie 2013, Tokyo⁠(d), Tōkyō, Japonia) a fost un niponolog, scriitor și regizor american.
Cu toate că Richie vorbește limba japoneză fluent, nu  poate citi sau scrie în limba respectivă.

## Biografie
În timpul celui de al Doilea Război Mondial, Richie și-a slujit țara pe navele de transport Liberty drept casier și infirmier.
Prima carte a sa, publicată în 1942, "Tumblebugs", este o povestire.
În 1947, Richie a vizitat Japonia pentru prima dată, cu trupele de ocupație americane. Căutând să scape de viața monotonă din orașul natal, a văzut Japonia ca o șansă. A lucrat ca dactilograf și apoi ca ziarist civil la ziarul forțelor armate americane The Star and Stripes. În 1948 o întâlnește pe Kashiko Kawakita, care îi face cunoștință cu regizorul Yasujirō Ozu. De-a lungul prieteniei lor, Richie și Kawakita au colaborat la promovarea cinematografiei japoneze în Occident.
După ce s-a întors în SUA, s-a înscris la Universitatea Columbia, unde și-a luat licența în literatura engleză în 1953. După aceea s-a reîntors în Japonia, mai întâi ca critic de film al ziarului The Japan Times. A locuit majoritatea celei de a doua jumătăți a secolului al XX-lea în Japonia.

## Cărți de Donald Richie
- Botandoro: Stories, Fables, Parables and Allegories: A Miscellany (paperback), Printed Matter Press; 2008; ISBN 978-1-933606-16-3
- Travels in the East (paperback). Stone Bridge Press. 2007. ISBN 978-1933330617.
- A Tractate on Japanese Aesthetics (paperback). Stone Bridge Press. 2007. ISBN 978-1933330235.
- Japanese Portraits: Pictures of Different People (Tuttle Classics of Japanese Literature) (paperback). Tuttle Publishing. 2006. ISBN 978-0804837729.
- Tokyo Nights (paperback). Printed Matter Press; 2005; ISBN 1933606002
- A Hundred Years of Japanese Film: A Concise History, with a Selective Guide to DVDs and Videos (paperback). Kodansha International. 2005. ISBN 978-4770029959.
- The Japan Journals: 1947-2004 (paperback). Stone Bridge Press. 2005. ISBN 978-1880656976.
- A View from the Chuo Line and Other Stories (paperback), Printed Matter Press, 2004, SBN 4900178276
- Japanese Literature Reviewed (hardcover). ICG Muse; 2003; ISBN 4925080784
- Cu Roy Garner. The Image Factory: Fads and Fashions in Japan (paperback). Reaktion Books; 2003; ISBN 1861891539
- The Inland Sea (paperback). Stone Bridge Press. 2002. ISBN 978-1880656693.
- The Donald Richie Reader: 50 Years of Writing on Japan (paperback). Stone Bridge Press. 2001. ISBN 978-1880656617.
- Tokyo: A View of the City (paperback). Reaktion Books; 1999; ISBN 1861890346
- Memoirs of the Warrior Kumagai: A Historical Novel (hardcover). Tuttle Publishing; 1999; ISBN 0804821267
- The Films of Akira Kurosawa, Third Edition, Expanded and Updated (paperback). University of California Pres. 1999. ISBN 978-0520220379.
- Tokyo (paperback). Reaktion Books. 1999. ISBN 978-1861890344.
- Partial Views: Essays on Contemporary Japan (paperback). Japan Times; 1995; ISBN 4789008010
- The Temples of Kyoto (hardback). Tuttle Publishing; 1995; ISBN 0804820325
- The Inland Sea (paperback). Kodansha International; 1993; ISBN 4770017510
- A Lateral View: Essays on Culture and Style in Contemporary Japan (paperback). Stone Bridge Press. 1992. ISBN 978-0962813740.
- Japanese Cinema: An Introduction (hardcover). Oxford University Press; 1990; ISBN 0195849507
- Japanese Cinema: Film Style and National Character (paperback). Oxford University Press; 1990; ISBN 0195849507
- Introducing Japan (hardcover). Kodansha International; 1987; ISBN 0870118331
- Introducing Tokyo (hardcover). Kodansha Inc; 1987; ISBN 0870118064
- Focus on Rashomon (hardcover). Rutgers University Press; 1987; ISBN 0137529805
- Different People: Pictures of Some Japanese (hardcover). Kodansha Inc; 1987; ISBN 087011820X
- A Taste Of Japan (hardcover). 1985. Kodansha Intl. Ltd. Verificați datele pentru: |date= (ajutor)
- Zen Inklings: Some Stories, Fables, Parables, and Sermons (Buddhism & Eastern Philosophy) (Paperback) with prints by the author. Weatherhill, 1982. Without prints: 1982. ISBN 78-0834802308
- Cu Ian Buruma (photos) (1980). The Japanese Tattoo (hardcover). Weatherhill.
- Ozu: His Life and Films (paperback). University of California Press. 1977. ISBN 978-0520032774.
- George Stevens: An American Romantic. New York, The Museum of Modern Art, 1970.
- Companions of the Holiday (hardcover). Weatherhill; 1968; ISBN 1299583105
- Erotic Gods Phallicism in Japan (slipcase). Shufushinsha; 1966; ISBN 1141447436
- The masters’ book of Ikebana: background and principles of Japanese flower arrangement, edited by Donald Richie & Meredith Weatherby; with lessons by the masters of Japan’s three foremost schools: (hardcover). Bijutsu Shuppansha. 1966.
- The Japanese Movie. An Illustrated History (hardcover). Kodansha Ltd; 1965; ISBN 1141450038
- Japanese Movies. Japan Travel Bureau, 1961
- With Joseph L. Anderson. The Japanese Film: Art and Industry (paperback). Princeton University Press; 1959, revised 1983; ISBN 0691007926
- Eight American Authors. Kenkyusha. 1956.
- This Scorching Earth. Charles E. Tuttle. 1956.
- With Watanabe Miyoko. Six Kabuki Plays (paperback). Hokuseido Press; 1953; ISBN 1299157548
- Essays in Contemporary American Literature, Drama and Cinema (in Japanese). Hayakawa Shobo. 1950.
- The Honorable Visitors. Charles E Tuttle; 1949; ISBN 0804819416

## Filme și cărți de Donald Richie
- Sneaking In. Donald Richie's Life in Film. Directed by Brigitte Prinzgau-Podgorschek, Navigator Film Produktion/Peter Stockhaus Filmproduktion, GmbH, Vienna, 2002
- Silva, Arturo, ed. (2001). The Donald Richie Reader. Berkeley: Stone Bridge Press. 10-ISBN 1-880-65661-2; 13-ISBN 978-1-880-65661-7 (cloth)
- Klaus Volkmer and Olaf Möller.Ricercar fuer Donald Richie. Taschenbuch (1997)

## Filme de Donald Richie
Donald Richie este autorul a circa 30 de filme experimentale, de lungime între 5-47 minute, 6 dintre care au fost publicate pe DVD. Nu erau inițial pentru vizionare publică.Filmele de pe DVD, au fost filmate inițial pe peliculă de 16 mm,: 
- Wargames, 1962 22 minute
- Atami Blues, 1962, 20 minute, muzica Tōru Takemitsu
- Boy with Cat, 1967, 5 minute
- Dead Youth, 1967, 13 minute
- Five Philosophical Fables, 1967, 47 minute
- Cybele, 1968, 20 minute

Alte filme neincluse în colecție: Small Town Sunday (1941, 8 mm), filmat când mai locuia încă în SUA, A Sentimental Education (1953), Aoyama Kaidan (1957), Shu-e (1958) și Life (1965).
Alte filme: 
- Akira Kurosawa, 1975, 58 minute, 35 mm în culori și alb/negru. Produs de Atelier 41 for NTV, Tokyo
- A Doll, 1968, 16 mm, 20 minute, în culori
- A couple, 1968, 35 mm, în alb/negru
- Nozoki Monogatari, 1967, 16 mm, scos de Brandon Films
- Khajuraho, 1968, 16 mm, în culori și alb/negru

## Distincții
- Premiul Kawakita Award; primul laureat, în 1983[11]
- Japan Foundation: Japan Foundation Award, 1995.[12]
- Asian_Cultural_Council John D. Rockefeller 3rd Award (Asian Cultural Council) in 1993[13]
- National Society of Film Critics Awards, USA: Special Award (1971)[14]